# Папуша
Папу́ша (пол. Papusza, справжнє ім'я: Броніслава Вайс / пол. Bronisława Wajs; *17 серпня 1908, м. Люблін, Російська імперія — 8 лютого 1987, Іновроцлав, ПНР) — ромська класична поетеса, одна з перших поеток у своїй етногромаді. Авторка збірника віршів «Пісні Папуші» (1956), що витримав безліч перевидань. Очолювала табір, який осів після 1949 року в Польщі. Ромська громадська діячка, зазнала гонінь у часи Другої Світової війни.

## З життєпису
Про Папушу відомо, що грамоті вона вивчилась самотужки, в підлітковому віці.

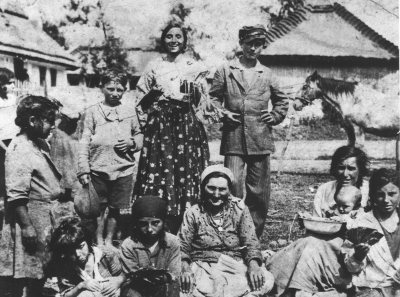
Папуша у таборі (1930)

У 15 років вийшла заміж за арфіста Діоніса Вайса (пол. Dionizy Wajs), рома з того ж роду, що й її вітчим. Вайси зазнали переслідувань від нацистів під час ІІ Світової війни. Зокрема цьому присвячений найдовший вірш Папуші «Криваві сльози — як ми потерпали від німецьких солдатів на Волині (у 1943 і 1944)», в якому розповідається, як люди з роду Вайс переховувались у волинському лісі, змучені холодом і голодом та охоплені жахом, як вони залишили напризволяще всі свої речі, крім музичних інструментів.
Як показує майбутній видавець і біограф Папуші польський письменник і критик Єжи Фіцовський, вона почала писати регулярно у 1950 році. Те, що вона писала і складала вірші в дитинстві, родичі сприймали як легковажність і навіть дивацтво. Сам він її побачив під час виступу поетеси під акомпанемент чоловіка у 1949 році.
Коли ж на початку 1950-х Папуша наважилась відправити свій рукопис Фіцовському, він без її дозволу опублікував вірші поетеси в часописі «Problemy», високо оцінивши її талант. Це спричинило не лише славу Папуші, а й завдало їй значних проблем: по-перше, вірші супроводжувались агіткою в соціалістичному дусі про необхідність відмови від кочування на користь осідлості ромів; по-друге, публікація відкрила ромам факт листування Папуші з чоловіком, що вважалось неприйнятним у цій досить закритій і патріархальній етногромаді. Негативна реакція польських ромів на творчість Папуші лише посилилась із розгортанням впровадження ПНРівського «Закону про осідлість» (1950), що силоміць змушував ромів змінити свій побут і життя.
Вважається, що саме це призвело до відторгнення її ромською громадою, визнання нечистою і зрештою вигнання. Не допомогло навіть визнання не державному рівні (прийняття до Спілки письменників Польщі, 1962) — поетесі було завдано настільки глибоку душевну рану, що вона опинилася у психущці, де й померла у 1987 році.

## Творчість і визнання
Папуша відома, перш за все, як авторка збірника своїх поезій «Гили Романи Папушакрэ шэрэстыр утходы» (1956). Книгу лише у Польщі було видано 25 разів. Насправді упорядник Єжи Фіцовський зібрав і видав лише третину віршів Папуші, і це унікальні й сильні твори мистецтва, в яких відзначають почуття абсолютної щирості, чистоти, справжності «кочового життя на тлі природи». Згодом Фіцовський написав про Папушу книгу. 

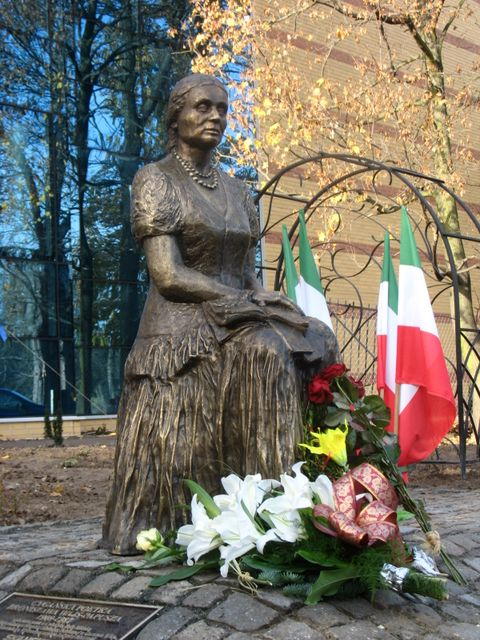
Пам'ятник Папуші (скульптор З. Біліньська) в Ґожуві-Велькопольскому (Польща), 2008

З 1962 року Броніслава Вайс була членом Спілки польських письменників.
І за життя, і по смерті фігура унікальної ромської поетеси була і лишається досить медійною, а її життя і творчість є прикладом і джерелом натхнення для циганського жіноцтва, творчих пошуків митців з різних країн, хоча факти її біографії й обростають певним чином перебільшеннями, домислами й навіть вигадками.
Папушу шанують у світі. Так, її ім'ям названо одну з премій циганомовної літератури. У місті Ґожуві-Велькопольскому (Польща) поетесі встановлено пам'ятник. До особи Папуші не раз зверталися митці. Зокрема, класик української сучасної літератури Ліна Костенко написала поему «Циганська муза», присвячену ромській поетесі.
Біографія Папуші лягла в основу сюжету багатьох театральних постановок, зокрема й відомого київського театру «Романс». У 2013 році на міжнародному кінофестивалі в Карлових Варах (Чехія) був представлений фільм Йоанни Кос-Краузе та Кшиштофа Краузе «Папуша» за мотивами життя й творчості поетеси.